# Sergio Lobera Rodríguez
Sergio Lobera Rodríguez   (Saragossa, 16 de gener de 1976) és un entrenador de futbol espanyol. Actualment entrena el Mumbai City de la Superlliga de l'Índia.

## Trajectòria
Sergio Lobera va iniciar la seva carrera a les banquetes en la cadena de filials del FC Barcelona, on va romandre des de 1999 a 2007, dirigint diversos equips del planter blaugrana, des d'alevins a juvenils.
Entre 2007 i 2009, va treballar al Terrassa FC com a director tècnic del seu futbol base, director esportiu i entrenador del seu primer equip, on va coincidir amb Tito Vilanova, exentrenador del FC Barcelona. Posteriorment, va prosseguir la seva carrera amb dues experiències en les banquetes, al San Roque de Lepe (2010-11) i l'AD Ceuta (2011-12).
UD Las Palmas
El 17 de juny de 2012, és contractat com a entrenador de la UD Las Palmas de la Lliga Adelante, sent el seu debut en la Lliga Professional. Després d'un complicat començament, ocupant posicions de descens en algunes jornades, l'equip canari va millorar en la segona volta i va acabar la Lliga en sisè lloc, la qual cosa li va permetre participar en el "play-off" d'ascens, encara que va ser derrotat en la primera ronda contra la Unió Esportiva Almeria. Així i tot, el bon paper de l'equip insular va fer que l'endemà el club oficialitzés la renovació del seu contracte per un any amb opció a ampliar-lo fins a 2015.
El 24 de maig de 2014 va s destituït després de dues derrotes consecutives que deixaven a l'equip sense opcions d'entrar en ascens directe, situant-lo en el 3r lloc de la classificació. El seu lloc el van ocupar els exjugadors Josico Moreno i Javi Guerrero.
Moghreb de Tétouan
Al desembre de 2014, va signar com a nou tècnic del Moghreb de Tétouan.
FC Goa
El juny de 2017, es va incorporar al FC Goa. Durant la temporada 2018-19 va conquistar la Supercopa, el primer títol del club en la seva història. .L'1 de febrer de 2020, Sergio va rescindir el contracte que l'unia a FC Goa sent colíder de la Superlliga de l'Índia i l'equip més golejador del campionat.
Mumbai City
L'1 d'agost de 2020, és confirmat com a nou entrenador del Mumbai City.